# العلاقات الإيطالية الكورية الجنوبية
العلاقات الإيطالية الكورية الجنوبية هي العلاقات الثنائية التي تجمع بين إيطاليا وكوريا الجنوبية.

## مقارنة بين البلدين
هذه مقارنة عامة ومرجعية للدولتين:
| وجه المقارنة                                              | إيطاليا                                                  | كوريا الجنوبية                                                          |
| --------------------------------------------------------- | -------------------------------------------------------- | ----------------------------------------------------------------------- |
| المساحة (كم2)                                             | 301.34 ألف                                               | 100.30 ألف                                                              |
| عدد السكان (نسمة)                                         | 60.60 مليون                                              | 51.47 مليون                                                             |
| الكثافة السكانية (ن./كم²)                                 | 201.1                                                    | 513.16                                                                  |
| العاصمة                                                   | روما، فلورنسا، تورينو                                    | سول                                                                     |
| اللغة الرسمية                                             | اللغة الإيطالية                                          | اللغة الكورية                                                           |
| العملة                                                    | يورو، ليرة إيطالية                                       | وون كوري جنوبي                                                          |
| الناتج المحلي الإجمالي (بليون دولار)                      | 1.93 تريليون                                             | 1.53 تريليون                                                            |
| الناتج المحلي الإجمالي (تعادل القوة الشرائية) بليون دولار | 2.26 تريليون                                             | 1.75 تريليون                                                            |
| الناتج المحلي الإجمالي الاسمي للفرد دولار أمريكي          | 29.96 ألف                                                | 27.22 ألف                                                               |
| الناتج المحلي الإجمالي للفرد دولار أمريكي                 | 35.46 ألف                                                |                                                                         |
| مؤشر التنمية البشرية                                      | 0.873                                                    | 0.901                                                                   |
| رمز المكالمات الدولي                                      | +39                                                      | +82                                                                     |
| رمز الإنترنت                                              | .it                                                      | .kr                                                                     |
| المنطقة الزمنية                                           | توقيت وسط أوروبا، ت ع م+01:00، ت ع م+02:00، أوروبا/روما ‏ | توقيت كوريا الجنوبية، ت ع م+09:00، آسيا/سيول ‏، ت ع م+08:00، ت ع م+08:30 |

## مدن متوأمة
في ما يلي قائمة باتفاقيات التوأمة بين مدن إيطالية وكورية جنوبية:
- ترتبط مدينة بومبي مع غيونغجو باتفاقية توأمة منذ 14 أكتوبر 1985.[15][16][15][16]
- ترتبط روما مع سول باتفاقية توأمة منذ 1956.

## منظمات دولية مشتركة
يشترك البلدان في عضوية مجموعة من المنظمات الدولية، منها:
| علم المنظمة | اسم المنظمة                               | تاريخ انضمام إيطاليا | تاريخ انضمام كوريا الجنوبية |
| ----------- | ----------------------------------------- | -------------------- | --------------------------- |
|             | مؤسسة التمويل الدولية                     | 27 ديسمبر 1956       | 16 مارس 1964                |
|             | يونسكو                                    | ?                    | 14 يونيو 1950               |
|             | مجموعة أستراليا                           | 1985                 | 1996                        |
|             | مجموعة الموردين النوويين                  | ?                    | ?                           |
|             | الوكالة الدولية للطاقة                    | ?                    | ?                           |
|             | مؤسسة التنمية الدولية                     | 24 سبتمبر 1960       | 18 مايو 1961                |
|             | منظمة التعاون الاقتصادي والتنمية          | 29 مارس 1962         | 12 ديسمبر 1996              |
|             | المركز الدولي لتسوية المنازعات الاستشارية | 28 أبريل 1971        | 23 مارس 1967                |
|             | وكالة ضمان الاستثمار متعدد الأطراف        | 29 أبريل 1988        | 12 أبريل 1988               |
|             | منظمة حظر الأسلحة الكيميائية              | ?                    | ?                           |
|             | البنك الإفريقي للتنمية                    | ?                    | ?                           |
|             | الأمم المتحدة                             | 14 ديسمبر 1955       | 17 سبتمبر 1991              |
|             | منظمة الشرطة الجنائية الدولية             | ?                    | ?                           |
|             | مجموعة العشرين                            | ?                    | ?                           |
|             | البنك الدولي للإنشاء والتعمير             | 27 مارس 1947         | 26 أغسطس 1955               |
|             | الفريق المعني برصد الأرض                  | ?                    | ?                           |
|             | الاتحاد البريدي العالمي                   | ?                    | ?                           |
|             | منظمة التجارة العالمية                    | 1995                 | ?                           |
|             | المنظمة الهيدروغرافية الدولية             | ?                    | ?                           |
|             | بنك التنمية الآسيوي                       | 1966                 | 1966                        |
|             | نظام تحكم تكنولوجيا القذائف               | 1987                 | 2001                        |

## وصلات خارجية
- موقع وزارة الخارجية الإيطالية
- موقع وزارة الخارجية الكورية الجنوبية